# 彩虹之國

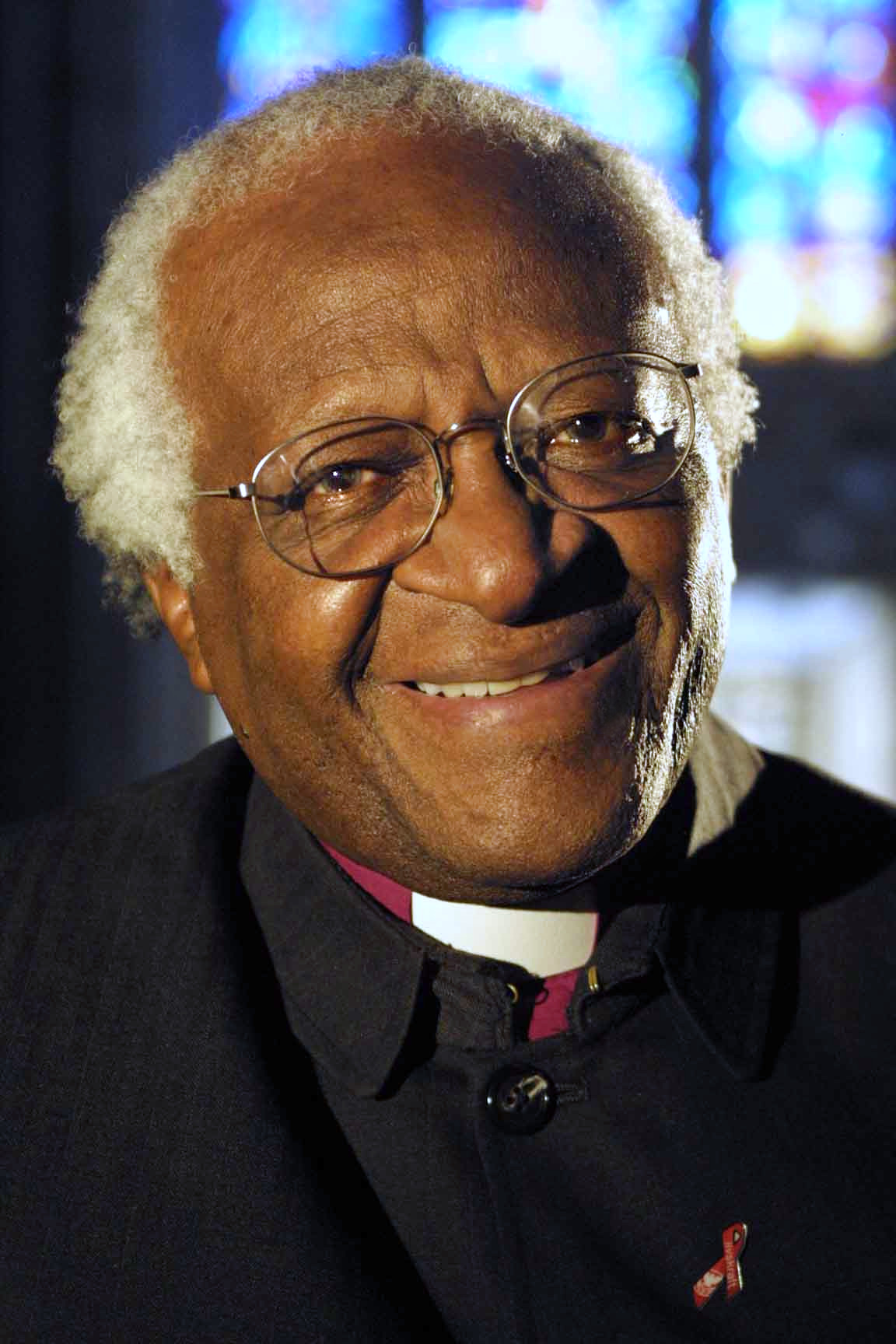
大主教德斯蒙德·圖圖創造了彩虹之國這詞語。

彩虹之國，是大主教德斯蒙德·圖圖在1994年南非第一次完全民主選舉之後創造的一個術語，用來描述後種族隔離時期的南非。
納爾遜·曼德拉在任職總統的第一個月就闡述了這句話，他說道：“我們每個人都與這個美麗國家的土壤緊密相連，例如比勒陀利亞著名的蘭花楹樹和灌木叢草原中的含羞草樹－一個與自己以及世界和平共處的彩虹之國......”

## 象徵身份

形成現代彩虹之國的許多遷徙。

這術語旨在將一個曾經嚴格劃分白人和黑人的南非統一成為多元文化主義，並與不同國家的許多人們聚集在一起。
在一系列電視轉播中，圖圖談到了“上帝的彩虹人”。作為一名神職人員，這個比喻借鑒了舊約中關於諾亞洪水的故事，以及隨之而來的和平彩虹。在如科薩族文化等的南非土著文化中，彩虹與希望以及光明的未來息息相關。
彩虹的次要比喻更具政治色彩。與主要隱喻不同，次要比喻對色譜中代表不同文化的解釋空間很小。無論彩虹是有艾薩克·牛頓所指的七種顏色，還是科薩族及祖魯族的恩古尼人的五種宇宙論，顏色都不是字面上代表的特定文化群體。

## 彩虹影響

南非國旗。

彩虹之國除了作為南非統一的口頭隱喻之外，亦代表了南非國旗的獨特（儘管不是故意的），其擁有6種不同的顏色。

## 彩虹主義
南非的政治評論家推測“彩虹主義”是掩蓋南非國內例如種族主義、犯罪等真正遺留問題的“彩虹和平糖衣”。南非政治家、學者和著名詩人傑里米·克羅寧警告說：
|  | 身份形成、“彩虹之國”的神話以及其表演意圖有助於創造一種在其憲法和實施中自上而下的民族認同。結果，真正的和解已被放棄，被一種簡化的、有點糖果般的和平神話取代，有助於調和內心的人，同時使他們與外面的人相比。 允許我們自鳴得意的陷入彩虹主義將被證明我們仍然有對當代南非現實中存在的真正轉變、真正和解和真正民族團結背叛的可能性。 |

## 外部連結
- Identity and Nation building in post-Apartheid South Africa （页面存档备份，存于）
- Myth of the Rainbow Nation